# Liebe Freundin
Liebe Freundin, in Deutschland unter dem Titel Zweimal verliebt verliehen, ist ein österreichisches Spielfilmdrama aus dem Jahre 1949 von Rudolf Steinboeck mit Johannes Heesters, Vilma Degischer und Erik Frey in den Hauptrollen.

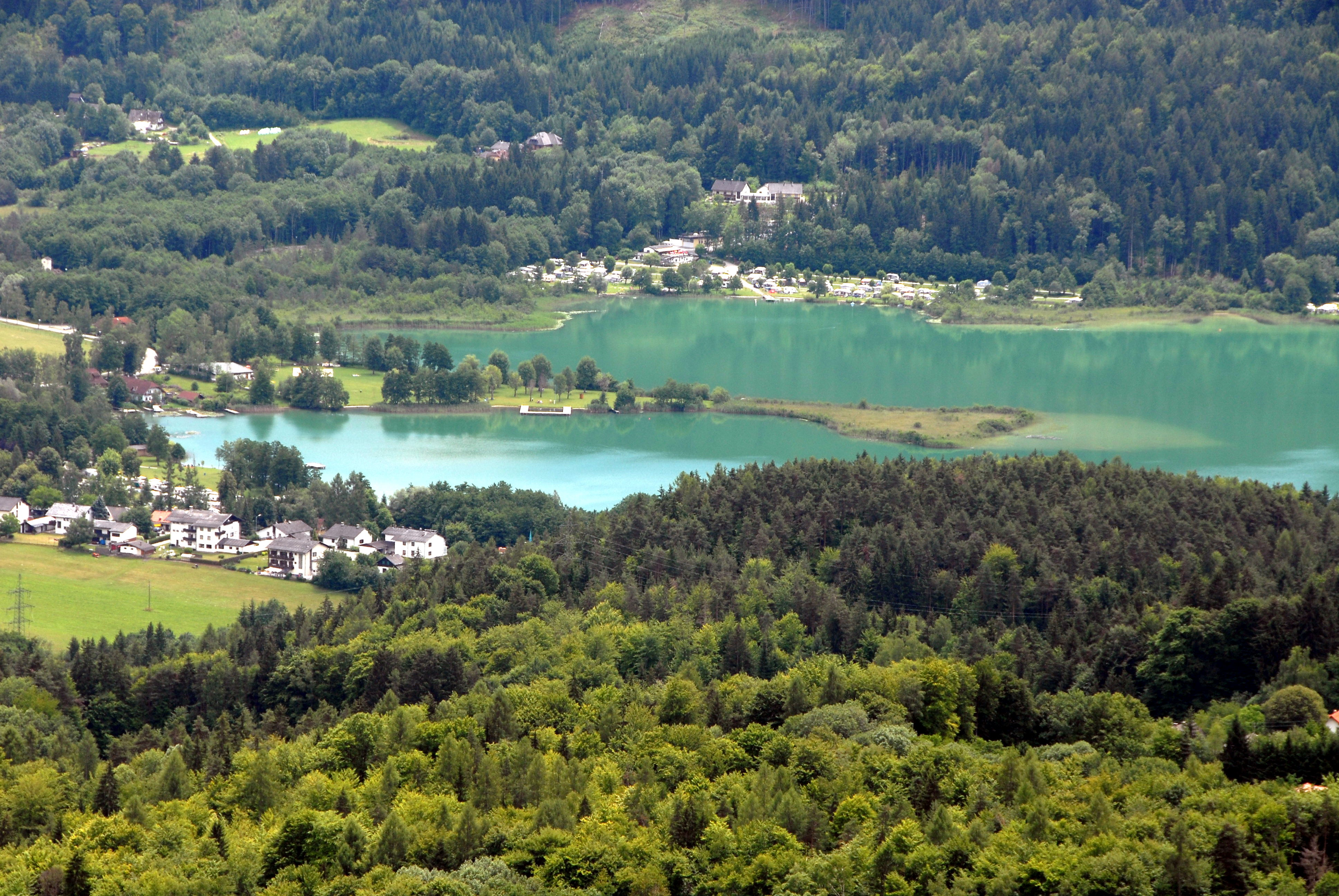
Einer der Außendrehorte: Der Keutschacher See im Süden Kärntens

## Handlung
Wien 1948. Mit Hilfe seiner fleißigen und engagierten Sekretärin Susanne „Susi“ Berger hat Thomas Wolf in den ersten drei Nachkriegsjahren trotz aller technischer Widrigkeiten wie etwa unregelmäßiger Stromausfälle einen Buchverlag erfolgreich aufgebaut. Dabei sind sich die beiden jungen Leute auch menschlich näher gekommen. Umso überraschter (und enttäuschter) ist Susanne, als Wolf ihr eines Tages mitteilt, dass er die noch sehr junge Doris Thaller zu ehelichen gedenkt, die aus wohlhabendem Hause stammt. Susanne entscheidet sich daraufhin, Abstand zu suchen und verlässt Wolfs Verlag. Sie lernt den niederländischen Reiseschriftsteller Adrian van der Steer kennen, einen abenteuer- und lebenslustigen Charmeur, den es stets in die große, weite Welt treibt.
Susanne möchte sich ihm anschließen, und gemeinsam bereisen die beiden in einem Wohnwagen mit Adrians Hund und seinem Papagei das vom Kriegsgeschehen wenige Jahre nach dessen Ende noch gezeichnete Europa. Dabei kommen sich beide auch menschlich näher. Während der Heimfahrt nach Wien nimmt Susi einen Heiratsantrag Adrians an. Doch als sie in der österreichischen Hauptstadt Thomas Wolf wiedersieht, brechen die alten Gefühle wieder auf. Wolf ist in seiner unglücklichen Ehe gefangen und weiß mittlerweile, dass er damals einen großen Fehler gemacht hat, als er Susanne ziehen ließ. Auch sein Verlagshaus geht derzeit durch schwierige Zeiten. Selbstlos bemüht sich Susi, Wolf bei der Rettung seiner Firma zu helfen, nicht minder selbstlos unterstützt durch Adrian van der Steer. Dadurch fällt Susanne der Entschluss auch leichter, mit welchem Mann sie sich schließlich eine gemeinsame Zukunft aufbauen will und das ist nicht Thomas, den Susanne inzwischen mit anderen Augen sieht.

## Produktionsnotizen
Liebe Freundin entstand Ende 1948 mit Atelieraufnahmen in Salzburg (Festspielhaus und im Baumgartner-Casino) sowie mit Außenaufnahmen am Wörthersee, am Keutschacher See und in der Umgebung von Wien. Erich Winterstein übernahm die Produktionsleitung. Herbert Ploberger entwarf die Filmbauten, Gertrud Höchsmann die Kostüme.
Der Film wurde am 23. März 1949 in Wien uraufgeführt, die deutsche Premiere erfolgte am 13. Januar 1950 in Bremen. In der Deutschen Demokratischen Republik war der Film erstmals am 9. Februar 1963 zu sehen.

## Kritik
Im Filmdienst heißt es: „Ein um Nachdenklichkeit über Wertvorstellungen bemühtes Melodram.“